# Übereinkommen über die völkerrechtliche Haftung für Schäden durch Weltraumgegenstände
Das Übereinkommen über die völkerrechtliche Haftung für Schäden durch Weltraumgegenstände, kurz Weltraumhaftungsübereinkommen (WHÜ), ist ein völkerrechtlicher Vertrag über die Haftung von Staaten für Schäden durch Objekte, die durch sie in den Weltraum gebracht werden. Ergänzend verpflichtet das Weltraumregistrierungsübereinkommen die Vertragsstaaten zu bestimmten Angaben gegenüber dem Generalsekretär der Vereinten Nationen, die im Schadensfall die Identifizierung eines in die Erdumlaufbahn oder darüber hinaus gestarteten Weltraumgegenstands ermöglichen sollen.
Das Übereinkommen wurde am 29. März 1972 geschlossen und soll die im Weltraumvertrag enthaltenen Regelungen zur Weltraumhaftung konkretisieren. Umstritten ist, ob die Regelungen des Übereinkommens dem Weltraumvertrag als leges speciales vorgehen oder ob sie nebeneinander anwendbar sind.
Bis zum Jahr 2017 ist es von 106 Staaten ratifiziert worden, darunter alle führenden Raumfahrtnationen, 19 weitere haben es unterzeichnet, aber nicht ratifiziert. Die Tschechoslowakei hat das Übereinkommen am 1. Januar 1993 wieder gekündigt, das Vereinigte Königreich Hongkong am 11. Juni 1997. Nach der Bundesrepublik Deutschland (1975) sind dem Übereinkommen auch die Europäische Weltraumorganisation ESA (1976) und die Europäische Fernmeldesatellitenorganisation EUTELSAT (1987) beigetreten.

## Zusammenfassung

### Inhalt des Übereinkommens
Das Übereinkommen umfasst 28 Artikel. Geregelt sind verschiedene Anspruchsgrundlagen und weitere materielle Haftungsbestimmungen, die Geltendmachung von Schadensersatz und das dafür einzuhaltende Verfahren.
Kommt im Schadensfall keine Einigung auf diplomatischem Wege zustande, kann eine Schadenskommission angerufen werden. Deren Entscheidung über Grund und Höhe des Schadensersatzes ist nur verbindlich, wenn die Parteien dies zuvor vereinbart haben. Andernfalls hat der Spruch nur empfehlenden Charakter.
Das Übereinkommen ist nicht abschließend, sondern kann durch weitere internationale Übereinkünfte erweitert und ergänzt werden.

### Anspruchsvoraussetzungen
Während Art. II WHÜ eine verschuldensunabhängige Gefährdungshaftung statuiert, regelt Art. III eine Verschuldenshaftung.
Nach Art. II haftet ein Staat, der einen Weltraumgegenstand startet oder von dessen Hoheitsgebiet ein solcher Gegenstand gestartet wird, unbedingt für die Leistung von Schadensersatz wegen eines von diesem Gegenstand auf der Erdoberfläche oder an Luftfahrzeugen im Flug verursachten Schadens. Verursacht ein Weltraumgegenstand anderswo als auf der Erdoberfläche einen Schaden an einem anderen Weltraumgegenstand oder einen Personen- oder Sachschaden an Bord eines solchen, so tritt die Haftung nur ein, wenn der Schaden von dem Staat oder von Personen, für die der Staat verantwortlich ist, vorsätzlich oder fahrlässig verschuldet wurde.
Ein Schaden im Sinne des Übereinkommens ist nach der Legaldefinition in Art. I lit.a „Tod, Körperverletzung oder sonstige Gesundheitsbeeinträchtigung sowie Verlust oder Schädigung des Vermögens eines Staates oder einer natürlichen oder juristischen Person oder des Vermögens einer internationalen zwischenstaatlichen Organisation“. Es muss also ein materielles oder immaterielles Rechtsgut eines bestimmten Rechtssubjekts betroffen sein.
Umweltschäden sind von dieser Definition nicht unmittelbar erfasst. Gleichwohl begründete Kanada damit gegenüber der Sowjetunion seinen Ersatzanspruch für die nach dem Absturz des atombetriebenen Satelliten Kosmos 954 eingetretenen Schäden.
Infolge dieses Ereignisses wurde 1992 zum Schutz der Umwelt eine UN-Resolution angenommen. Sie betrifft die Nutzung nuklearer Energiequellen („Nuclear Power Sources“ – NPS) im Weltraum und stellt vor allem Regeln über Sicherheitsanforderungen, Vermeidungs- und Mitteilungspflichten auf. Die Resolution wurde durch das „Safety Framework“ 2009 verbessert und aktualisiert.

### Rechtsfolgen
Der Anspruch ist gem. Art. XII und XIII gerichtet auf eine Entschädigung in Geld und kann in der Währung des anspruchstellenden oder der des schadensersatzpflichtigen Staates geleistet werden. Der Geschädigte ist so zu stellen, als sei der Schaden nicht eingetreten (Naturalrestitution). Bei Katastrophenfällen soll der Schädiger dem geschädigten Staat außerdem tatsächliche Hilfe leisten (Art. XXI).
Zahlungspflichtig ist der betreffende Staat, auch wenn die schädigende Weltraumaktivität von einem privaten Betreiber durchgeführt wurde. Das österreichische Weltraumgesetz sieht in derartigen Fällen eine staatliche Rückgriffsmöglichkeit bei dem privaten Betreiber vor. Dieser hat zur Deckung seiner Haftpflicht für Personen- oder Sachschäden den Abschluss einer Haftpflichtversicherung über eine bestimmte Mindestversicherungssumme nachzuweisen.

## Zur Staatenverantwortlichkeit im Völkerrecht
Ein Blick auf die allgemeine Problematik der Staatenverantwortlichkeit im Völkerrecht ist nicht nur notwendig, um für die Regelung der völkerrechtlichen Verantwortlichkeit und Haftung bei Tätigkeiten im Weltraum Verständnis zu wecken, sondern zeigt auch, dass umgekehrt gerade diese Regelung, ganz abgesehen von ihrer praktischen Bedeutung, von besonderem akademischem Interesse für die allgemeine Problematik der Staatenverantwortlichkeit ist. Im Weltraumhaftungsübereinkommen findet sich einer der wenigen Fälle, in denen eine originäre völkerrechtliche Gefährdungshaftung des Staates festgeschrieben wird, was im Folgenden genauer darzulegen ist.
Die Problematik der Staatenverantwortlichkeit wird oftmals als eines der umstrittensten Gebiete des Völkerrechts bezeichnet. Diese Behauptung ist nicht nur auf sachliche Gesichtspunkte zurückzuführen, sondern auch auf terminologische. Bei nahezu jeder Beschäftigung mit dieser Thematik wird ein eigenes, häufig durch nationale Rechtsvorstellungen geprägtes Begriffsverständnis zugrunde gelegt. Während in den einschlägigen Kodifikationsbemühungen der International Law Commission (ILC) und in der allgemeinen englischen Terminologie für Haftung beziehungsweise Verantwortlichkeit für rechtswidriges Verhalten der Begriff „responsibility“ gebräuchlich ist und für das Einstehenmüssen für einen durch rechtmäßiges Verhalten verursachten Schaden der Begriff „liability“ verwendet wird, umfasst der im deutschen Sprachraum verwendete Begriff Staatenverantwortlichkeit beide Bereiche. Zu den von diesem weiten Begriff der Staatenverantwortlichkeit erfassten Haftungsprinzipien findet sich (nicht nur) innerhalb des deutschen Sprachraums eine verwirrende Terminologievielfalt.

### Verschuldens- und Erfolgshaftung
Im Bereich der Haftung für Unrecht (responsibility) kann zwischen Verschuldens- und Erfolgshaftung unterschieden werden. Dabei setzt die Verschuldenshaftung zusätzlich voraus, dass den „Täter“ auch ein Verschulden, Vorsatz oder Fahrlässigkeit, trifft. Dagegen greift die Erfolgshaftung schon bei einem bloßen Verstoß gegen das Recht. Während man bei Unterlassungsdelikten jedenfalls davon ausgehen kann, dass eine völkerrechtliche Verantwortlichkeit nur dann entsteht, wenn das zuständige Organ nicht die nötige Sorgfalt (due diligence) aufgewendet hat, ist im Rahmen der Haftung für rechtswidriges Verhalten bei Handlungsdelikten heftigst umstritten, ob im Sinne der überkommenen Lehre von der Verschuldenshaftung die völkerrechtliche Verantwortlichkeit eines Staates stets von einem Verschulden abhängig gemacht werden sollte oder nach der im Vordringen befindlichen Lehre von der Erfolgshaftung grundsätzlich nicht auf Verschulden, sondern lediglich auf die objektive Verletzung einer Völkerrechtsnorm abgestellt werden sollte. Dabei besteht die Möglichkeit, in bestimmten Fällen ausnahmsweise doch Verschulden des handelnden Organs einzufordern. Die Kontroverse dreht sich also im Kern um die Frage, ob zum Unrechtstatbestand gehört, dass er vorsätzlich oder fahrlässig gesetzt wurde.

### Gefährdungshaftung
Das Weltraumübereinkommen legt in Art. VI Abs. 2 die Unterausnahme fest, nach der jede Haftungsbefreiung in den Fällen ausgeschlossen ist, in denen der Schaden durch eine nicht im Einklang mit den einschlägigen völkerrechtlichen Bestimmungen stehende Weltraumtätigkeit entstanden ist. Gemeinsam mit Art. I des Weltraumvertrags, der die Freiheit bei Erforschung und Nutzung des Weltraumes einschließlich des Mondes und anderer Himmelskörper festlegt, sowie aus Abs. 3 der Präambel zum Weltraumhaftungsübereinkommen lässt sich schließen, dass die Haftung für Weltraumtätigkeiten im Regelfall an ein rechtmäßiges Tun anknüpft.
Dass durch die Ablehnung einer Qualifizierung aller Schäden als rechtswidrig der Weg für eine Gefährdungshaftung im Sinne eines verschuldensunabhängigen „Einstehenmüssens“ für rechtmäßiges, aber Schaden verursachendes Verhalten (liability) freigemacht wird, erscheint nicht zuletzt angesichts der Flexibilität, die der Gefährdungshaftung innewohnt, als sinnvoll. Sie ermöglicht, Aktivitäten, die aus wirtschaftlichen, wissenschaftlichen oder sonstigen Gründen erwünscht sind, bei denen aber die Möglichkeit des Schadenseintritts auch bei Anwendung aller Sorgfalt nicht auszuschließen ist, vom Ausspruch der Rechtswidrigkeit freizuhalten. Dem Schadensopfer soll aber dennoch zum Schadensersatz verholfen werden, auch wenn dieses die Aktivität als solche nicht unterbinden kann. Diskutiert wird sie insbesondere im Zusammenhang mit zunehmenden technischen und industriellen Aktivitäten mit potentieller Auslandsberührung und hier wiederum vor allem bezüglich rechtmäßiger, aber besonders gefahrenträchtiger Handlungen (ultra-hazardous activities). Als Gründe für die Notwendigkeit der Gefährdungshaftung werden zum einen Beweislastschwierigkeiten, aber auch der Gedanke genannt, dass Nachteile einer Schadensverursachung durch erlaubte gefährliche Anlagen oder Tätigkeiten eher demjenigen zugerechnet werden sollten, der auch die Vorteile daraus genießt.
Obwohl die Gefährdungshaftung im völkerrechtlichen Schrifttum inzwischen prinzipiell akzeptiert wird, wird die Frage, ob auch außerhalb der vertraglich geregelten Bereiche das Prinzip der Gefährdungshaftung als Satz des allgemeinen Völkergewohnheitsrechts oder als allgemeiner Rechtsgrundsatz gilt, jedenfalls im Sinne einer generellen Gefährdungshaftung für gefährliche Aktivitäten ablehnend beurteilt. Dies hindert Völkerrechtssubjekte jedoch nicht daran, eine solche vertraglich vorzusehen. Daher wurde eine Gefährdungshaftung, allerdings meist als zivilrechtliche und nicht als originäre Staatshaftung, in einigen besonderen völkerrechtlichen Verträgen verankert, wobei im vorliegenden Zusammenhang die Regelung im Weltraumhaftungsübereinkommen von besonderem Interesse sein wird.

## Die Regelung im Weltraumhaftungsübereinkommen

### Der Begriff des Weltraumgegenstandes
Grundvoraussetzung einer Haftung nach dem Weltraumhaftungsübereinkommen ist, dass der Schaden durch einen Weltraumgegenstand (space object) verursacht wurde. Der Begriff des Weltraumgegenstandes wird im Weltraumhaftungsübereinkommen aber nicht definiert. Da man im Weltraumausschuss davon ausging, dass dessen grundsätzliche Bedeutung allgemein klar sei, findet sich in Art. I d Weltraumhaftungsübereinkommen lediglich die Klarstellung, dass auch Bestandteile eines Weltraumgegenstandes sowie sein Trägerfahrzeug und dessen Teile vom Begriff des Weltraumgegenstandes umfasst werden.
Grundsätzlich ist inzwischen jedoch allgemein anerkannt, dass unter Weltraumgegenständen alle von Menschenhand geschaffenen Gegenstände zu verstehen sind, die für den Tätigkeitsbereich des Weltraumes bestimmt sind. Entscheidend ist somit nicht, ob ein Gegenstand tatsächlich in den Weltraum eintritt, sondern vielmehr, ob dieses sein Ziel – seine Bestimmung – ist. Dies ergibt sich nicht zuletzt auch aus Art. I b Weltraumhaftungsübereinkommen, wonach der Ausdruck „Start“ auch den Startversuch umfasst. Ein Tätigkeitsbereich im Weltraum wird für einen Gegenstand dann erschlossen, wenn er für mindestens einen vollen Umlauf um die Erde (orbitaler Verkehr) oder darüber hinaus (superorbitaler Verkehr) gestartet werden soll, nicht jedoch, wenn er den Weltraum nur als Durchgangsstation benutzt oder lediglich einen Partialorbit beschreibt (suborbitaler Verkehr). Art. I d Weltraumhaftungsübereinkommen zeigt, dass hinsichtlich dieser Zweckbestimmung auf die gesamte Startkonfiguration abzustellen ist, sodass alle Bestandteile des Startkörpers, die nach dem Start absichtlich oder unabsichtlich vom Startkörper abgetrennt werden und antriebs- und führungslos zur Erde zurückfallen oder im Weltraum verbleiben, als Weltraumgegenstände gelten. Mithin wird auch Weltraummüll vom Weltraumhaftungsübereinkommen umfasst. Für den orbitalen Verkehr bestimmt ist auch das Raumtransportersystem Space Shuttle. Daher ist das gesamte Shuttle-System, trotz des Umstandes, dass der Shuttle-Flugkörper nach Beendigung seiner Mission wieder zur Erde zurückgestartet wird und nach Wiedereintritt in die Erdatmosphäre den Landeplatz in einem aero-dynamischen Gleitflug ansteuert (insofern also zugleich Luftfahrzeug ist), nach oben Gesagtem als Weltraumgegenstand zu qualifizieren. Demgegenüber dürfte das interkontinentale Weltraumflugzeug (aerospace plane), das nur zur Beschleunigung des Transportes auf der Erde im Weltraum operiert und somit nicht orbital verkehrt, nicht als Weltraumgegenstand gelten.
Umstritten ist die Frage, wann die Haftung für Weltraumgegenstände nach dem WHÜ zeitlich einsetzt. Während einige dem Art. I c Weltraumhaftungsübereinkommen (Begriff des Startstaates) entnehmen wollen, dass das WHÜ erst mit Startbeginn, unter dem die absichtliche oder unabsichtliche Zündung der Triebwerke (Count-down 0) zu verstehen ist, eingreift, halten andere diese – zugegebenermaßen klare – Grenzlinie angesichts der Ausnahmeregelung in Art. VII b Weltraumhaftungsübereinkommen, in der von „planned launching“ die Rede ist, für zu restriktiv.
Zur Frage, ob dem Weltraumhaftungsübereinkommen auch solche Gegenstände unterfallen, die von Himmelskörpern oder aus Umlaufbahnen zur Erde oder weiter in den Weltraum gestartet werden, wird in der Literatur unter Berufung auf Art. VIII S. 2 Weltraumvertrag, der von „Rückkehr zur Erde“ spricht, teilweise die Ansicht vertreten, dass Weltraumgegenstände von der Erde aus gestartet werden müssten. Eine solche Auslegung ermöglichte, sobald entsprechende Starts technisch möglich sind, eine Umgehung des Weltraumhaftungsübereinkommens und wäre damit schon vom Zweck des Weltraumhaftungsübereinkommens her nicht einzusehen. Zudem wurden solche Möglichkeiten bei Erstellung des Weltraumvertrags noch nicht bedacht, sodass der Wortlaut des Weltraumvertrags durchaus historisch erklärbar ist.
Nach Art. III des Weltraumvertrags üben die Vertragsstaaten bei der Erforschung und Nutzung des Weltraums einschließlich des Mondes und anderer Himmelskörper ihre Tätigkeit in Übereinstimmung mit dem Völkerrecht einschließlich der Charta der Vereinten Nationen im Interesse der Erhaltung des Weltfriedens und der internationalen Sicherheit sowie der Förderung internationaler Zusammenarbeit und Verständigung aus. Zudem enthält Art. IX des Vertrags ein umfassendes präventives Konsultations- und Rücksichtnahmegebot, um eine Schädigung anderer Vertragsstaaten durch ein Weltraumunternehmen zu vermeiden.
Die von dem Inter-Agency Space Debris Coordination Committee zur Vermeidung von Weltraummüll im Jahr 2002 entwickelten Richtlinien wurde 2007 von den Vereinten Nationen zwar weiterentwickelt, sind aber nach wie vor unverbindlich. Sie können allenfalls als Sorgfaltsmaßstab für die Verschuldenshaftung nach Art. III WHÜ herangezogen werden. Neben einer Definition des Begriffs Weltraumgegenstand fehlt es aber ebenso an einer Definition des Weltraummülls. Ungeklärt ist insbesondere, ob ein Weltraumgegenstand im Sinne des WHÜ auch ein Gegenstand sein kann, der als Weltraumschrott angesehen wird. Es existiert derzeit also kein spezifischer Mechanismus, mit dem Weltraumschrott im Rahmen des internationalen Weltraumhaftungsrechts verbindlich reguliert wird.

### Das Prinzip der Staatenhaftung
Ausgehend vom Prinzip der Staatenhaftung, wonach der Staat in seiner Eigenschaft als Staat und nicht in seiner Eigenschaft als Unternehmer einer Weltraummission haftet, knüpfen die Art. II ff. WHÜ an den Begriff des Startstaates an.
Dieser wird in Art. I c i Weltraumhaftungsübereinkommen als Staat, der einen Weltraumgegenstand startet oder dessen Start durchführen lässt, definiert. Während die erste Tatbestandsalternative auf denjenigen Staat abhebt, der gewissermaßen „den Starthebel betätigt“, sollte bei der schwierigeren Auslegung der zweiten Tatbestandsalternative auf völkerrechtlich verbindliche Textfassungen abgehoben werden. Die insoweit verbindliche englische Fassung (vgl. Art. XXVIII Abs. 1 S. 1 Weltraumhaftungsübereinkommen) spricht von dem „state which… procures the launching of a space object“. Zwar spricht der als Rahmenregelung anzusehende Art. VI des Weltraumvertrags, der völkerrechtliche Verantwortlichkeit festlegt, „gleichviel ob staatliche Stellen oder nichtstaatliche Rechtsträger… tätig werden“ und anschließend eine Genehmigungs- und Überwachungspflicht für nichtstaatliche Rechtsträger festlegt, dafür, dass aufgrund dieser Einflussnahme Staaten konsequenterweise auch eine Pflicht zur Haftung für die genehmigten und überwachten Tätigkeiten aufzuerlegen sei, insofern also ein bloßes „Zulassen“ des Starts von der zweiten Tatbestandsalternative des Art. I c i Weltraumhaftungsübereinkommen umfasst werden könne. Eine solche Auslegung wäre aber nicht damit vereinbar, dass „to procure“ letztlich mehr verlangt aber als ein schlichtes „Zulassen“, nämlich vielmehr ein Veranlassen im Sinne von „beauftragen“.
Im Übrigen wird dem Gedanken des Art. VI Weltraumvertrag ohnehin durch Art. I c ii Weltraumhaftungsübereinkommen Rechnung getragen, dem zufolge als Startstaat auch derjenige Staat gilt, von dessen Hoheitsgebiet oder Anlagen ein Weltraumgegenstand gestartet wird. Die hier aus der Gebiets- beziehungsweise Funktionshoheit abgeleitete Haftung macht deutlich, dass auch für private Aktivitäten gehaftet wird. Damit wird die im allgemeinen Völkerrecht bestehende Unterscheidung, nach der die völkerrechtliche Staatshaftung grundsätzlich nur im Falle deliktischer Handlungen unmittelbarer oder mittelbarer Staatsorgane im Rahmen beziehungsweise in Ausübung effektiver hoheitlicher Staatsgewalt (Haftung für primäres Organhandeln) eingreift und der Staat für ein Handeln oder Unterlassen Privater nur unter dem Gesichtspunkt der Verletzung staatlicher Aufsichts- oder Eingriffspflichten haftet (Haftung für sekundäres Organhandeln), aufgehoben. Sobald also Weltraumtätigkeiten vom Territorium oder von Anlagen eines Staates ausgehen, greift auch bei privatwirtschaftlicher Tätigkeit grundsätzlich das Prinzip der Staatenhaftung ein. Diese Regelung wird offenbar von der Erwägung getragen, dass Raumfahrtunternehmen wie kaum andere mit den politischen und wirtschaftlichen Belangen der Staaten verknüpft sind.
Konsequenz dieser Regelung, die letztlich vier Kategorien von Startstaaten aufstellt, ist, dass mehrere Startstaaten hinsichtlich unterschiedlicher Gesichtspunkte dem Begriff des Startstaates unterfallen können. So einigten sich beispielsweise 1990 die USA, die damalige Sowjetunion und Australien darauf, dass die Sowjetunion US-amerikanische kommerzielle Satelliten von Australien aus in den Orbit starten solle. Im Falle der Durchführung gälten diese allesamt als Startstaaten, da die USA den Start durchführen ließe, die Sowjetunion den Weltraumgegenstand startete und der Start von australischem Hoheitsgebiet aus erfolgte. Da innerhalb der Kategorien keine Rangfolge existiert, sind in solchen Fällen alle Startstaaten haftbar. Gemäß Art. V Abs. 1 Weltraumhaftungsübereinkommen, der nach Wortlaut zwar nur auf mehrstaatliche Startunternehmen anwendbar ist, nach Gesamtzusammenhang und Sinn des Weltraumhaftungsübereinkommens jedoch auch zwischen mehreren Startstaaten im Sinne aller in Art. I c Weltraumhaftungsübereinkommen definierten Kategorien von Startstaaten gilt (vgl. auch Art. V Abs. 3 Weltraumhaftungsübereinkommen), tritt eine gesamtschuldnerische Haftung ein. Art V Abs. 2 S. 1 Weltraumhaftungsübereinkommen gibt einem Schadensersatz leistenden Staat einen, nicht näher geregelten, Ausgleichsanspruch gegen die anderen Teilnehmer. Nach S. 2 können die Teilnehmer eine Vereinbarung über die Aufteilung der gesamtschuldnerischen Haftung im Schadensfall treffen, die jedoch das Wahlrecht des geschädigten Staates, den gesamten Schadensersatz von einzelnen oder allen der gesamtschuldnerisch haftenden Startstaaten zu fordern, gemäß Art. V Abs. 2 S. 3 Weltraumhaftungsübereinkommen nicht berührt. Die durch die Regelung des Art. I c Weltraumhaftungsübereinkommen geschaffene Bandbreite an haftungspflichtigen Startstaaten wird im Übrigen nicht dadurch beschnitten, dass gem. Art. II WHÜ ein Startstaat nur für die durch seine Weltraumgegenstände (its space object) verursachten Schäden haftet. Der Ausdruck „its space object“ ist schon deshalb nicht im Sinne von Eigentum zu verstehen, weil eine solche Interpretation nach Art. 32 b des Wiener Übereinkommens über das Recht der Verträge (WÜRV) zu einem offensichtlich sinnwidrigen und unvernünftigen Ergebnis führen würde. Das Wort „its“ sollte daher lediglich als Verweis auf die Startstaaten interpretiert werden.

### Das duale Haftungssystem
Den wohl auch für die allgemeine Völkerrechtswissenschaft interessantesten Teil des Weltraumhaftungsübereinkommens dürften die Art. II bis IV darstellen, die ein duales Haftungssystem vorsehen, das die Art der Haftung anhand des Schadensortes und der geschädigten Objekte differenziert und nicht summenmäßig beschränkt ist. Es wird nicht ohne Grund als „Herz“ des Haftungsübereinkommens bezeichnet.

#### Gefährdungshaftung
Verursacht ein Weltraumgegenstand einen Schaden auf der Erdoberfläche oder an Luftfahrzeugen im Flug, so haftet der Startstaat unbedingt (absolutely liable) auf die Leistung von Schadensersatz, gemäß Art. II Weltraumhaftungsübereinkommen. Dass diese Norm kein Verschulden voraussetzt, legen sowohl der Begriff „absolutely liable“ wie auch der gerade anders formulierte Art. III Weltraumhaftungsübereinkommen, der Verschulden voraussetzt, nahe und wird im Übrigen auch durch die Materialien zum Weltraumhaftungsübereinkommen bestätigt. Da überdies die Haftung für Weltraumtätigkeiten im Regelfall an ein rechtmäßiges Tun anknüpft, normiert Art. II Weltraumhaftungsübereinkommen eine Haftung für rechtmäßiges Handeln ohne Rücksicht auf Verschulden, also nach der hier gewählten Terminologie eine Gefährdungshaftung.
Schäden, die durch Weltraumgegenstände im Weltraum oder auf Himmelskörpern verursacht werden, sowie Schäden, die Weltraumgegenstände im Luftraum anderen Weltraumgegenständen zufügen, sind durch Umkehrschluss aus der Gefährdungshaftung des Art. II Weltraumhaftungsübereinkommen auszuklammern.
Die Festschreibung der Gefährdungshaftung im Weltraumhaftungsübereinkommen kann damit begründet werden, dass einerseits die legitimen Interessen der Opfer zu schützen sind, gleichzeitig aber dem Faktum Rechnung getragen werden muss, dass die Tätigkeiten der potentiellen Schadensverursacher dem Interesse der gesamten Menschheit zu dienen bestimmt sind und Schäden überwiegend weder absichtlich noch fahrlässig herbeigeführt werden. Während aus diesem Grunde Weltraumtätigkeiten als grundsätzlich rechtmäßig angesehen werden, wird dem unbeteiligten Geschädigten die Beweislast für ein Verschulden des Staates abgenommen; das von abstürzenden Gegenständen ausgehende außerordentlich hohe Risiko sollte zudem berücksichtigt werden.
Als Korrektiv der Gefährdungshaftung eröffnet Art. VI Abs. 1 Weltraumhaftungsübereinkommen dem insofern haftpflichtigen Staat die Möglichkeit, den Nachweis zu führen, dass der Schaden ganz oder teilweise durch grobe Fahrlässigkeit oder durch eine mit Schädigungsvorsatz begangene Handlung oder Unterlassung eines anspruchstellenden Staates oder der von diesem vertretenen natürlichen oder juristischen Person entstanden ist. In der Praxis dürfte der Nachweis der groben Fahrlässigkeit oder des Schädigungsvorsatzes allerdings ebenso schwer zu führen sein, wie die Feststellung des notwendigen Kausalitätszusammenhanges mit dem Schaden. Eine Haftungsbefreiung unter Berufung auf höhere Gewalt wurde bewusst nicht in das Weltraumhaftungsübereinkommen aufgenommen. Darüber hinaus schließt Art. VI Abs. 2 Weltraumhaftungsübereinkommen die Möglichkeit des Entlastungsnachweises aus, wenn die Weltraumtätigkeit des Startstaats mit dem Völkerrecht, insbesondere mit der Charta der UN und dem Weltraumvertrag, unvereinbar war.

#### Verschuldenshaftung
Eine Haftung für Verschulden des Startstaates oder für Personen, für die er verantwortlich ist, greift nach Art. III Weltraumhaftungsübereinkommen ein, wenn der Schaden anderswo als auf der Erdoberfläche an einem Weltraumgegenstand eines anderen Startstaates eintritt oder wenn ein Personen- oder Sachschaden an Bord eines solchen Weltraumgegenstandes entsteht. Insofern wird also auf die im klassischen Völkerrecht vertretene Verschuldenshaftung zurückgegriffen. Da das Verschulden selbst im Weltraumhaftungsübereinkommen nicht näher definiert wird, ist im Streitfall auf allgemeine völkerrechtliche Grundsätze zurückzugreifen.
Fraglich ist in diesem Zusammenhang aber, wie weit der Kreis der schuldhaft handelnden Personen reicht, für die der Startstaat verantwortlich ist. Unter Berufung auf Art. VI Weltraumvertrag und Art. I c Weltraumhaftungsübereinkommen wurde bereits festgestellt, dass Staaten, sobald sie als Startstaaten im Sinne des Art. I c Weltraumhaftungsübereinkommen anzusehen sind, gleichviel ob staatliche Stellen oder nichtstaatliche Rechtsträger tätig werden, grundsätzlich für ihre Weltraumtätigkeiten haften. Danach müsste der Startstaat auch im Rahmen der Verschuldenshaftung für jedes schuldhafte Tun oder Unterlassen staatlicher Organe und nichtstaatlicher Rechtsträger verantwortlich sein. Eine solche Sichtweise ist aber schwerlich mit Art. III WHÜ zu vereinbaren, in dem es in der völkerrechtlich verbindlichen englischen Fassung heißt: „[the] launching state… shall be liable only if the damage is due to its fault or the fault of persons for whom it is responsible.“ Hier sollte durch das Wort „only“ offenbar ein eingrenzender Gegensatz zur dargelegten umfassenden Staatshaftung gezogen werden, sodass die Verschuldenshaftung des Art. III Weltraumhaftungsübereinkommen dahingehend auszulegen sein wird, dass sie als Regelfall die bereits erläuterte Haftung für primäres Organhandeln vorsieht; daneben bliebe allerdings noch Raum für die Haftung für sekundäres Organhandeln aus der Verletzung innerstaatlicher Aufsichts- oder Eingriffspflichten des Art. VI Weltraumvertrag.
Diese Sichtweise wird auch leicht im Zusammenhang mit dem Motiv für die Statuierung einer Verschuldenshaftung einsichtig: Derjenige, der selbst an Raumfahrtunternehmungen teilnimmt, ist sicherlich weniger schutzwürdig als derjenige, der als Unbeteiligter von den Gefahren der Weltraumnutzung betroffen wird.

#### Drittschäden
Der Fall, dass ein Drittstaat oder dessen natürliche oder juristische Personen einen Schaden durch die Kollision von Weltraumgegenständen zweier anderer Startstaaten erleidet, wird von Art. IV WHÜ erfasst. Während nämlich für die Schäden an den kollidierenden Weltraumgegenständen selbst die Verschuldenshaftung des Art. III WHÜ greift, haften die beteiligten Startstaaten dem Dritten als Gesamtschuldner, gemäß Art. IV Abs. 1 Weltraumhaftungsübereinkommen. Dabei wird für das eingreifende Haftungsregime auf die Unterscheidung der Art. II bis III Weltraumhaftungsübereinkommen zurückgegriffen, sodass abermals anhand des Schadensortes und des geschädigten Objektes unterschieden werden muss.
Entsteht der Schaden des dritten Staates auf der Erdoberfläche oder an einem Luftfahrzeug im Fluge, so haften gemäß Art. IV Abs. 1 a Weltraumhaftungsübereinkommen die verantwortlichen Staaten nach den Grundsätzen der Gefährdungshaftung. Tritt er hingegen an einem fremden Weltraumgegenstand ein oder ist der Personen- oder Sachschaden an Bord eines solchen Weltraumgegenstandes anderswo als auf der Erdoberfläche entstanden, so greift schon bei Verschulden eines für die ursprüngliche Kollision verantwortlichen Staates die Verschuldenshaftung, gemäß Art. IV Abs. 1 b Weltraumhaftungsübereinkommen.
In allen Fällen dieser gesamtschuldnerischen Haftung ist die Schadensersatzlast nach Art. IV Abs. 2 S. 1 Weltraumhaftungsübereinkommen zwischen den für die ursprüngliche Kollision verantwortlichen Startstaaten entsprechend dem Ausmaß ihres jeweiligen Verschuldens aufzuteilen; bei Nichtfeststellbarkeit des Verschuldens haften sie zu gleichen Teilen. Nach S. 2 hat auch hier der geschädigte Staat, ähnlich wie in Art. V Abs. 2 S. 3 Weltraumhaftungsübereinkommen, ein Wahlrecht, gegen welchen Startstaat er vorgehen will.

### Der Haftungsausschluss für Innenbereichsschäden
In Anlehnung an das allgemeine Völkerrecht, das Ansprüche von Staatsangehörigen gegen den eigenen Staat grundsätzlich nicht vorsieht, schließt Art. VII a Weltraumhaftungsübereinkommen Schäden, die eigene Staatsangehörige des Startstaates erleiden, aus dessen Anwendungsbereich aus. Dies soll auch für solche Staatsangehörige des Startstaates gelten, die tatsächlich im Ausland leben. Personen mit mehrfacher Staatsangehörigkeit sollen nach einer Ansicht von Art. VII a Weltraumhaftungsübereinkommen erfasst werden; andere halten die nach allgemeinem Völkerrecht zu beurteilende effektive Staatsangehörigkeit für ausschlaggebend. Ein rechtsleerer Raum entsteht schon deshalb nicht, weil es den Opfern unbenommen bleibt, Rechtsschutz nach dem innerstaatlichen Recht des Startstaates zu ersuchen. Wurde der Schaden durch ein von mehreren Startstaaten gestartetes Weltraumobjekt verursacht, so soll die Haftung der anderen Startstaaten unberührt bleiben.
Nach Art. VII b Weltraumhaftungsübereinkommen wird die Haftung zudem bei Ausländern, während sie am Betrieb zwischen Start und Landung des Weltraumgegenstandes beteiligt sind, oder während sie sich im Start- oder Bergungsgebiet auf Einladung des Startstaates in unmittelbarer Nähe befinden, ausgeschlossen. Man meint, dass diese Personen die mit ihrer Tätigkeit oder Einladung verbundenen Risiken voraussehen können, folgert daraus aber gleichzeitig, dass die Haftungsbefreiung nur eingreift, wenn der Schaden gerade durch den Weltraumgegenstand verursacht wurde, der mit ihrer Tätigkeit oder Einladung im Zusammenhang steht.

### Der Schaden

#### Der Schadensbegriff
Mit einer Definition des Schadens grenzt Art. I a Weltraumhaftungsübereinkommen die nach dem Übereinkommen ersatzfähigen Rechtsgüter ein. Danach bedeutet der Ausdruck Schaden: Tod, Körperverletzung oder sonstige Gesundheitsbeeinträchtigung sowie Verlust oder Schädigung des Vermögens eines Staates oder einer juristischen Person oder des Vermögens einer internationalen zwischenstaatlichen Organisation.
Es wird mithin an einen aus Kausalgesetzen ableitbaren gegenwärtigen und realen Schaden (physical damage) angeknüpft, der zugleich auch den Eintritt eines tatsächlichen Schadensereignisses (actual damage) voraussetzt.

#### Zum Umfang des Schadensersatzes

##### Grundsätzliches
Die Beurteilung des Umfanges des Schadensersatzes stößt jedoch trotz dieser auf den ersten Blick detaillierten Ausformulierung des Art. I a Weltraumhaftungsübereinkommen auf Schwierigkeiten. Dem Art. II Weltraumhaftungsübereinkommen („A launching state shall be … liable … for damage caused by its space object …“) lässt sich nämlich lediglich entnehmen, dass überhaupt ein Kausalzusammenhang bestehen muss, nicht jedoch, anhand welcher Maßstäbe dessen Bestehen oder Nichtbestehen zu beurteilen wäre. Da der Weltraumausschuss diese Frage letztlich bewusst offenließ und sie somit keiner Regelung im Weltraumhaftungsübereinkommen zuführte, wird üblicherweise auf die Regeln des allgemeinen Völkerrechts zurückgegriffen, nach denen nur Folgen des engeren Haftungszusammenhanges zu ersetzen sind, wobei für dessen Festsetzung zwischen der relativ nahen Bedingung (causa proxima) und der entfernten Bedingung (causa remota) zu differenzieren sei. Auch wenn dem im Ergebnis zuzustimmen ist, soll hier kurz auf die insofern bestehenden methodischen Auslegungsprobleme eingegangen werden.
Zunächst handelt es sich bei den Kriterien causa proxima und causa remota um aus dem völkerrechtlichen Deliktsrecht stammende Kategorien, die von der reinen Unrechtshaftung in ein Vertragswerk übernommen werden, das auch eine Gefährdungshaftung statuiert. Die mit einer solchen Auslegung den Worten „caused by“ implizit zugeschriebene „gewöhnliche Bedeutung“ im Sinne des Art. 31 Abs. 1 des WÜRV ist schon insofern bedenklich, als die Gefährdungshaftung der Art. II und IV a Weltraumhaftungsübereinkommen gerade ein im Völkerrecht ungewöhnliches Haftungsprinzip festschreibt.
Zudem könnte im Zusammenhang mit den bei der Unterscheidung zwischen „causa proxima“ und „causa remota“ wesentlichen Kriterien der Vorhersehbarkeit und Gewöhnlichkeit des Schadens als problematisch angesehen werden, dass angesichts der geringen Erfahrungen mit Schadensabläufen im Zusammenhang mit der Nutzung des Weltraumes oftmals weder von einem gewöhnlichen, noch von einem vorhersehbaren Schadensablauf gesprochen werden kann.
Unabhängig von diesen grundsätzlichen Auslegungsproblemen wird der durch das causa-proxima-Kriterium normativ begrenzte Haftungszusammenhang schwer zu ziehen sein, wobei jedenfalls eine Unterscheidung zwischen direkten und indirekten Schäden inzwischen als überholt gelten dürfte. Abgrenzungsprobleme im Einzelfall werden letztlich eine Fortentwicklung des Haftungsrechts durch case law unvermeidbar machen. Die Beweislast für die Kausalität des Schadens wird zumindest beim Anspruchsteller liegen. Im Folgenden soll auf einige Schadensmöglichkeiten beispielhaft Bezug genommen werden.

##### Einzelne Schadensmöglichkeiten
Unproblematisch vom WHÜ erfasst sind die Kollisionsschäden der bereits beschriebenen Art. Im Zusammenhang mit Nuklearschäden, die von dem WHÜ grundsätzlich erfasst sind, gelten die Kosten der Nachsuche und Entsorgung der radioaktiven Verseuchung als ersatzfähig, wohingegen reine Vorsorgemaßnahmen schon mangels eines tatsächlichen Schadensereignisses nicht unter das WHÜ fallen. Da Strahlungsschäden, die erst längere Zeit nach dem Absturz nuklear betriebener Satelliten eintreten können (delayed damages), keine weiteren Schadensursachen zwischengeschaltet sind und das Problem der „delayed damages“ ohnehin eines des zeitlichen Zusammenhanges ist, das durch eine Fristenlösung zur Geltendmachung von Ansprüchen in Art. X WHÜ einer Lösung zugeführt wurde, werden auch sie durch Art. I a WHÜ gedeckt. Auch sog. Abschattungsschäden, die entstehen, wenn großflächige Orbitstrukturen durch zu nahe Positionierung neben kleineren Weltraumgegenständen letzteren die für die Energieversorgung notwendige Sonneneinstrahlung abschneiden, lösen eine Ersatzpflicht nach dem WHÜ aus. Ob auch entgangener Gewinn oder immaterielle Schäden (insbesondere Schmerzensgeld) unter das WHÜ fallen, ist streitig beziehungsweise unklar. Demgegenüber werden angesichts der Schwierigkeit, die Haftungsvoraussetzungen der causa proxima und des physical damage darzulegen, allgemeine Umweltschäden wie zum Beispiel Verschmutzungen durch Raketenabgase und Schäden durch Einschleppen von Mikroorganismen ebenso wenig vom WHÜ erfasst wie durch Sende- und Empfangsstörungen bei der Nutzung von Weltraumgegenständen verursachte Funkausfallschäden. Auch Ansprüche auf Genugtuung sind wegen des im WHÜ fehlenden Sühnecharakters, der völkerrechtlichen Deliktsansprüchen mitunter innewohnt, ausgeschlossen.

#### Zur Höhe des Schadensersatzes
Nach anfänglichen Streitigkeiten im Weltraumausschuss über das zur Bestimmung der Höhe der Entschädigung anwendbare Recht, in deren Verlauf einige eine Anwendung des Rechts des Schadensortes, andere hingegen eine Anwendung des Rechts des Startstaates verlangten, einigte man sich schließlich mit Art. XII Weltraumhaftungsübereinkommen auf eine Bemessung der Höhe des Schadensersatzes in Übereinstimmung mit dem Völkerrecht und den Grundsätzen der Gerechtigkeit und Billigkeit, mit der der Anspruchsberechtigte so gestellt wird, als sei der Schaden nicht eingetreten. Bemerkenswert ist in diesem Zusammenhang, dass die Höhe des Schadensersatzes gerade nicht nur nach Völkerrecht, sondern auch nach Gerechtigkeits- und Billigkeitsgesichtspunkten festzusetzen ist.
Nach Art. XIII ist, sofern keine anderweitige Vereinbarung getroffen wird, der Schadensersatz in der Währung des anspruchstellenden Staates oder auf dessen Verlangen in der Währung des schadensersatzpflichtigen Staates zu leisten. Daraus folgt, dass das Weltraumhaftungsübereinkommen keine Naturalrestitution, sondern allein Geldersatz vorsieht. Eine summenmäßige Haftungshöchstgrenze wurde nicht vereinbart.

### Das Streitverfahren

#### Aktiv- und Passivlegitimation
Erleidet ein Staat selbst einen Schaden, so ist er selbstverständlich berechtigt, gegen den Startstaat einen Schadensersatzanspruch geltend zu machen, gemäß Art. VIII Abs. 1 Weltraumhaftungsübereinkommen.
Im Zusammenhang mit Schäden, die natürliche oder juristische Personen erleiden, schafft das WHÜ jedoch von den üblichen Regeln des diplomatischen Schutzes abweichende Normen. Nach Art. VIII Abs. 2 Weltraumhaftungsübereinkommen ist es nicht nur – wie üblicherweise – dem Heimatstaat, sondern auch dem Staat, in dessen Hoheitsgebiet der Schaden erlitten wurde, möglich, einen Anspruch geltend zu machen, sofern der Heimatstaat keinen Anspruch geltend macht. Haben beide vorgenannten Staaten keinen Anspruch geltend gemacht und auch nicht ihre Absicht dazu notifiziert, so kann nach Art. VIII Abs. 3 Weltraumhaftungsübereinkommen zudem auch der Staat des ständigen Aufenthaltsortes der geschädigten Person den Anspruch erheben.
Der Anspruch ist gemäß Art. VIII gegen den Startstaat geltend zu machen, sodass diesbezüglich auf die den Startstaat betreffenden Ausführungen verwiesen werden kann.

#### Verfahren zur Durchsetzung des Anspruchs
Bezüglich des Verfahrens zur Durchsetzung des Anspruchs ist zunächst beachtenswert, dass in Abweichung von der nach allgemeinem Völkerrecht geltenden „local remedies rule“ das Weltraumhaftungsübereinkommen in Art. XI Abs. 1 die Geltendmachung eines Schadensersatzanspruches nicht von der Erschöpfung der innerstaatlichen Rechtsmittel abhängig macht, die einem anspruchstellenden Staat oder der von ihr vertretenen Person zustehen.
Lediglich wenn ein Schaden bereits vor den Gerichten oder Verwaltungsbehörden des Startstaates oder aufgrund einer die betreffenden Staaten bindenden internationalen Übereinkunft geltend gemacht wurde, ist die Geltendmachung eines Schadens nach dem Weltraumhaftungsübereinkommen ausgeschlossen, gemäß Art. XI Abs. 2 S. 2 Weltraumhaftungsübereinkommen.
Überdies ist die Geltendmachung von Schadensersatzansprüchen nur innerhalb der in Art. X Weltraumhaftungsübereinkommen geregelten Fristen möglich.
Art. IX S. 1 Weltraumhaftungsübereinkommen bestimmt, dass Schadensersatzansprüche zunächst auf diplomatischem Wege geltend zu machen sind. Für den Fall, dass der anspruchstellende Start zu dem Startstaat keine diplomatischen Beziehungen unterhält, sieht Art. IX Abs. 2 Weltraumhaftungsübereinkommen die Möglichkeit vor, einen anderen Staat oder unter besonderen Voraussetzungen den Generalsekretär der UN auf Ersuchen des anspruchstellenden Staates tätig werden zu lassen.
Da die Geltendmachung auf diplomatischem Weg im bislang einzigen Fall, der zu einer internationalen Schadensabwicklung geführt hat, zur Anwendung kam, nämlich beim Absturz des Satelliten Kosmos 954, ist das in den Art. XIV bis XX Weltraumhaftungsübereinkommen geregelte Streiterledigungsverfahren in der Praxis bislang nicht in Anspruch genommen worden. Dieses wird auf Antrag einer der beteiligten Parteien durch Einsetzung einer Schadenskommission eingeleitet, wenn innerhalb eines Jahres, nachdem der anspruchstellende Staat dem Startstaat notifiziert hat, dass er die Unterlagen für seinen Anspruch vorgelegt hat, keine Regelung durch diplomatische Verhandlungen zustande gekommen ist, gemäß Art. XIV Weltraumhaftungsübereinkommen. Die gemäß den Artikeln XV bis XVII Weltraumhaftungsübereinkommen paritätisch zu besetzende Schadenskommission hat ihrerseits (regelmäßig) innerhalb Jahresfrist (Art. XIX Abs. 3 Weltraumhaftungsübereinkommen) über den Schadensersatzanspruch dem Grunde nach zu entscheiden und setzt gegebenenfalls die Höhe des zu leistenden Schadensersatzes fest, gemäß Art. XVIII WHÜ. Entscheidende Schwäche dieses Streiterledigungsverfahrens ist jedoch, dass nach Art. XIX Abs. 2 Weltraumhaftungsübereinkommen dieser Schlichtungsspruch nur bindend ist, wenn die Parteien dies vereinbart haben. Ansonsten ergeht lediglich eine Empfehlung, die die Parteien nach Treu und Glauben zu erfüllen haben. Da nicht davon ausgegangen werden kann, dass sich Streitparteien nach fruchtlosen diplomatischen Verhandlungen freiwillig einer Bindung an den Schlichtungsspruch unterziehen, kann das Streiterledigungsverfahren als am Prinzip der Schlichtung ausgerichtet bezeichnet werden. Die Festlegung einer bindenden Wirkung scheiterte am Widerstand mehrerer (ehemaliger) Ostblockstaaten, die ohne den nun in Art. XIX Abs. 2 zu findenden Kompromiss das gesamte Übereinkommen nicht akzeptiert hätten. Insofern ist es nicht verwunderlich, dass das Streiterledigungsverfahren im Rahmen des ESA-Abkommens in Art. XVII eine endgültige und bindende Entscheidung der Schiedskommission vorsieht, deren Nichtanerkennung sogar zum Ausschluss des entsprechenden Staates aus der ESA führen kann. Welche Möglichkeiten zur Durchsetzung von Empfehlungen der Schadenskommission verbleiben, insbesondere ob nach allgemeinem Völkerrecht zulässige einseitige Durchsetzungsmaßnahmen ergriffen werden dürfen, ist letztlich fraglich.

### Die Haftung internationaler Organisationen
Wie in kaum einem anderen Bereich besteht bei der Erforschung und Nutzung des Weltraums, angesichts der beschränkten finanziellen und technischen Möglichkeiten einzelner Staaten, ein Bedürfnis nach internationaler Zusammenarbeit. Selbst die finanzstarken Staaten USA, Kanada, Japan und die europäischen Mitgliedstaaten der ESA stellten unlängst fest, dass die Errichtung einer ständig bemannten Raumstation wohl nur mit vereinten Kräften möglich sein wird. Während die Verwirklichung bestimmter Projekte schon durch vertragliche Vereinbarungen gewährleistet werden kann, ist zur Verfolgung umfassenderer Ziele oftmals die Gründung internationaler Organisationen sinnvoll.
Da nur Völkerrechtssubjekte Träger völkerrechtlicher Rechte und Pflichten sein können, müssen diese Völkerrechtssubjektivität besitzen, um völkerrechtlich haftbar zu sein. Soweit die jeweiligen Gründungsverträge auf einen entsprechenden Willen der Mitgliedstaaten schließen lassen, wird ihre insofern bestehende partielle Völkerrechtssubjektivität heute allgemein anerkannt. Definitorisch sind unter rechtssubjektfähigen zwischenstaatlichen internationalen Organisationen von Staaten durch Gründungsverträge ins Leben gerufene Körperschaften zu verstehen, die ihren Satzungen zufolge internationale Zusammenarbeit für eine gewisse Dauer und mit einer bestimmten Zwecksetzung institutionalisiert haben und durch eigene Organe und mit eigenem Verbandswillen als Rechtspersönlichkeit des Völkerrechts am Völkerverkehr teilnehmen. Um der umstrittenen Frage aus dem Weg zu gehen, welche dieser Begriffselemente wesentliche Voraussetzung für das Entstehen solcher Organisationen sind, knüpft das WHÜ die Entstehungsgrundlage mehr an formale Elemente an, sodass die Regelung auch über das Weltraumhaftungsübereinkommen hinaus von allgemeinem Interesse ist.
Nachdem zunächst klargestellt wird, dass nur zwischenstaatliche – also durch völkerrechtlichen Gründungsvertrag ins Leben gerufene – Organisationen erfasst werden, bestimmt das Übereinkommen in Art. XXII Abs. 1, dass die Mehrheit der Mitglieder der Organisation Vertragspartner des Weltraumhaftungsübereinkommens und des Weltraumvertrags sein muss. Dem sich aus der partiellen Völkerrechtsfähigkeit von internationalen Organisationen ergebenden Kompetenzproblemen trägt Art. XXII Abs. 1 dadurch Rechnung, dass die Organisation zudem eine Erklärung abgeben muss, nach der sie die Rechte und Pflichten aus dem Weltraumhaftungsübereinkommen annimmt. Eine solche Erklärung wurde bislang von der ESA und der Eutelsat abgegeben. Im Übrigen sind die Mitgliedstaaten solcher Organisationen, die Vertragsparteien des WHÜ sind, verpflichtet, darauf hinzuwirken, dass die Organisation die entsprechende Erklärung abgibt, gemäß Art. XXII Abs. 2. Bei Erfüllung dieser Voraussetzungen gilt eine internationale Organisation als von den Vertragsstaaten dieses Übereinkommens als Völkerrechtssubjekt anerkannt, sodass sich die ansonsten heikle Frage der Anerkennung durch (geschädigte) Drittstaaten im Rahmen dieses Übereinkommens gar nicht stellt.
Von besonderem Interesse ist auch die im Weltraumhaftungsübereinkommen geregelte Durchgriffshaftung gegenüber einzelnen Mitgliedstaaten der Organisation. Nach Art. XXII Abs. 3 haften die Organisation und diejenigen ihrer Mitgliedstaaten, die Vertragspartner des Übereinkommens sind, gesamtschuldnerisch, wobei allerdings nach dessen Buchstaben a der Schadensersatzanspruch zunächst gegen die Organisation geltend zu machen ist und nach Buchstabe b erst subsidiär, nämlich nach Ablauf von sechs Monaten, gegen die Mitgliedstaaten, die Vertragsstaaten des Übereinkommens sind, vorgegangen werden kann.
Für Schäden, die Organisationen ihren eigenen Mitgliedstaaten zufügen, dürfte das WHÜ, in Ansehung des Art. VII Weltraumhaftungsübereinkommen, der Innenbereichsschäden aus dem Übereinkommen ausklammern will, nicht anwendbar sein.
Schadensersatzansprüche der Organisation nach dem Weltraumhaftungsübereinkommen können nicht von ihr selbst, sondern müssen von einem Mitgliedstaat geltend gemacht werden, der Vertragspartei des WHÜ ist, gemäß Art. XXII Abs. 4 Weltraumhaftungsübereinkommen.

### Weitere Bestimmungen
Zum Abschluss der Erörterungen zur Weltraumhaftung sollen an dieser Stelle noch einige andere Bestimmungen des WHÜ Erwähnung finden: Der unverbindlich formulierte Art. XXI Weltraumhaftungsübereinkommen legt den Vertragsstaaten, insbesondere dem Startstaat, für den Fall, dass ein Schaden eine Gefahr großen Ausmaßes für Menschenleben darstellt oder ernsthaft die Lebensbedingungen oder das Funktionieren lebenswichtiger Zentren beeinträchtigt, die Verpflichtung auf, die Möglichkeit zu prüfen, dem geschädigten Staat auf Ersuchen angemessene und rasche Hilfe zu leisten. Art. XXIII Weltraumhaftungsübereinkommen trifft Regelungen bezüglich anderer Übereinkünfte. Nach Art. XXIV Abs. 1 Weltraumhaftungsübereinkommen steht das Weltraumhaftungsübereinkommen allen Staaten zum Beitritt offen (general multilateral treaty). Die Art. XXV und XXVI Weltraumhaftungsübereinkommen befassen sich mit der Möglichkeit, Vertragsänderungen herbeizuführen beziehungsweise eine Überprüfungskonferenz zu beantragen. Art. XXVIII Abs. 1 Weltraumhaftungsübereinkommen legt die authentischen Sprachen fest.